# Водные лыжи на летних Олимпийских играх 1972
Соревнования по воднолыжному спорту на летних Олимпийских играх 1972 года проводились в качестве показательного вида спорта; в них приняло участие 35 спортсменов из 20 стран. В программу состязаний входило шесть видов: слалом (мужчины и женщины), фигурное катание (мужчины и женщины) и прыжки на лыжах (мужчины и женщины).

## Мужчины
| Дисциплина       | Золото                | Серебро             | Бронза                                               |
| ---------------- | --------------------- | ------------------- | ---------------------------------------------------- |
| Слалом           | Роби Дзукки · Италия  | Вайне Гримдиш · США | Жан-Мишель Жамин · Франция · Хейки Оламо · Финляндия |
| Фигурное катание | Рикки МакКормик · США | Вайне Гримдиш · США | Карл-Хайнц Бензингер ФРГ                             |
| Прыжки на лыжах  | Рикки МакКормик · США | Макс Хофер · США    | Хаген Кли ФРГ                                        |

## Женщины
| Дисциплина       | Золото                   | Серебро                  | Бронза                 |
| ---------------- | ------------------------ | ------------------------ | ---------------------- |
| Слалом           | Лиз Аллен-Четтер · США   | Вилли Стэле · Нидерланды | Пат Месснер · Канада   |
| Фигурное катание | Вилли Стэле · Нидерланды | Кей Турлов · Австралия   | Сильви Мориа · Франция |
| Прыжки на лыжах  | Сильви Мориа · Франция   | Кей Турлов · Австралия   | Лиз Аллен-Четтер · США |